# Der Callgirl Club
Der Callgirl Club (Originaltitel: Beverly Hills Madam) ist ein US-amerikanisches Filmdrama aus dem Jahr 1986. Regie führte Harvey Hart, das Drehbuch schrieb Nancy Sackett.

## Handlung
Die in Beverly Hills wohnhafte Lil Hutton gibt sich als eine Witwe und Erbin aus. In Wirklichkeit leitet sie eine Agentur, die Callgirls an prominente Kunden vermittelt. Sie gilt als verschwiegen, weswegen ihr Unternehmen floriert. Eine der Frauen wird ermordet, einige steigen aus dem Geschäft aus – was zu Personalproblemen führt.
Die 18-jährige Julie Taylor reist nach Los Angeles, um eine Freundin zu besuchen, die sie jedoch nicht findet. Sie lernt Hutton kennen und wird als Edelprostituierte angeheuert. Sie soll einen gleichaltrigen Jungen entjungfern, der seinen Geburtstag feiert. Taylor verliebt sich in den Jungen und gibt den Job auf.

## Kritiken
film-Dienst bezeichnete den Film als „eine dünnblütige Kolportage aus der Welt des schönen Scheins“, die „modisch gelackt“ sei. Er interessiere sich eher für das „schicke Milieu“ als für eine „überzeugende Geschichte“.
Die Zeitschrift TV direkt 13/2008 schrieb, der Film sei „verlogener Kitsch“.